# Стигмата
Стигмата (на старогръцки: στίγματα, мн. ч. на старогръцки: στίγμα – „белег“ върху кожата, „рана“) в християнството, са появата на телесни рани, белези и болки на места, съответстващи на раните по ръцете, китките и краката от разпятието на Исус Христос.
Индивид, носещ раните на стигмата, се нарича стигматик.
В Галатяни 6:17 свети Павел казва:
| „ | Τοῦ λοιποῦ κόπους μοι μηδεὶς παρεχέτω· ἐγὼ γὰρ τὰ στίγματα τοῦ Ἰησοῦ ἐν τῷ σώματί μου βαστάζω. Отсега нататък никой да не ми досажда, защото аз нося на тялото си белезите на Господ Исус. | “ |

## Описание
Стигмата е религиозна мистерия копираща раните, които Христос е имал от кръста. Съобщените случаи на стигматици имат различни форми. Мнозина показват някои или всички от Петте свещени рани, които според Библията са нанесени на Исус по време на разпятието му: рани в китките и краката, от ноктите; и отстрани, от копие. Някои стигматици показват рани по челото, подобни на тези, причинени от трънения венец. Стигматите като трънен венец, появяващи се през 20 век, напр. на Marie Rose Ferron, са многократно снимани. Други докладвани форми включват кървави сълзи или кърваво изпотяване и рани по гърба като от бичуване.
- Св. Екатерина Сиенска, припаднала от стигмата, худ. Содома, църква „Свети Панталеон“, Елзас, Франция
- Св. Франциск от Асизи, размисляващ върху раните на стигмата като наподобяване на Христовите рани[7][8]